# Лимон (провинција)
Лимон (шп. Provincia de Limón) је једна од седам провинција Костарике. Администативно средиште је град Пуерто Лимон. Површина провинције је 9.188 км², на којој живи према подацима из 2010. године 444.884 становника. Лимон је смештен у источнном делу земље, на обали Атлантика и подељен је на 6 кантона.